# San Juan de Urabá (ort)
San Juan de Urabá är en ort i Colombia.   Den ligger i departementet Antioquía, i den nordvästra delen av landet, 500 km nordväst om huvudstaden Bogotá. San Juan de Urabá ligger 22 meter över havet och antalet invånare är 10 825.
Terrängen runt San Juan de Urabá är platt. Havet är nära San Juan de Urabá åt nordväst. Runt San Juan de Urabá är det ganska tätbefolkat, med 58 invånare per kvadratkilometer. San Juan de Urabá är det största samhället i trakten. Omgivningarna runt San Juan de Urabá är en mosaik av jordbruksmark och naturlig växtlighet.